# أرقام سسترسية
تم تطوير الأرقام السسترسية في العصور الوسطى، أو «الأصفار» بلغة القرن التاسع عشر، من قبل الرهبانية السيسترسية في أوائل القرن الثالث عشر في الوقت الذي تم فيه إدخال الأرقام العربية إلى شمال غرب أوروبا. وهي نظام عددي أكثر إحكاما من الأرقام العربية أو الرومانية، مع وجود حرف واحد قادر على الإشارة إلى أي عدد صحيح من 1 إلى 9999.
تستند الأرقام إلى عصي أفقية أو رأسية، مع وضع الرقم على العصا الذي يُشير إلى قيمته المكانية (وحدات، عشرات، مئات أو آلاف). يتم تجميع هذه الأرقام على عصا واحدة للإشارة إلى أعداد أكثر تعقيدًا. تخلى السيسترسيون في النهاية عن النظام لصالح الأرقام العربية، لكن الاستخدام الهامشي لهذا النظام العددي خارج النظام استمر حتى أوائل القرن العشرين.

## تاريخ
يبدو أن الأرقام وفكرة تشكيلها في مربعات تستند إلى نظام رقمي مكون من مكانين (1-99) تم إدخاله في النظام السيسترسي بواسطة جون باسينجستوك، رئيس شمامسة ليستر، والذي يبدو أنه يعتمد على اختصار إنجليزي من القرن الثاني عشر (ars notaria). في شهاداته المبكرة، في أديرة كونتية هينو، لم يتم استخدام النظام السيسترسي لأعداد أكبر من 99، ولكن سرعان ما تم توسيعه إلى أربعة أماكن، مما مكن الأعداد للوصول حتى 9999.
يعود تاريخ المخطوطات السسترسية الباقية المكونة من عشرين مخطوطة أو نحو ذلك والتي تستخدم النظام إلى القرن الثالث عشر وإلى القرن الخامس عشر، وتغطي منطقة من إنجلترا إلى إيطاليا، ونورماندي إلى السويد. لم يتم استخدام الأرقام للحساب أو الكسور أو المحاسبة، ولكن إلى الإشارة إلى السنوات، وترقيم الأوراق (صفحات الترقيم)، تقسيمات النصوص، وترقيم الملاحظات والقوائم الأخرى، والفهارس والتوافقات، والحجج في جداول عيد القيامة، وخطوط العصا في النوتة الموسيقية.
على الرغم من أن معظمها يقتصر على الرهبانية السيسترسية، إلا أنه كان هناك بعض الاستخدام خارجها. استخدمت أطروحة نورماندية في أواخر القرن الخامس عشر عن الحساب الأرقام السسترسية والهندية العربية. في إحدى الحالات المعروفة، نُقشت الأرقام السسترسية على جسم مادي، مما يُشير إلى الأرقام التقويمية والزوايا والأرقام الأخرى على أَسْطُرلاب بيرسيليوس من القرن الرابع عشر، والذي تم صنعه ببيكاردي الفرنسيَّة. بعد أن تخلى السيسترسيون عن نظام الأرقام السسترسية، استمر الاستخدام الهامشي للأرقام السسترسية خارج الرهبانية. في عام 1533، أدرج هاينريش كورنيليوس أجريبا وصفًا لهذه الأصفار في الكتب الثلاثة للفلسفة الغامضة. تم استخدام الأرقام بواسطة أجهزة قياس النبيذ في منطقة بروج على الأقل حتى أوائل القرن الثامن عشر. في أواخر القرن الثامن عشر، تبنى نظام الصليب الوردي الباريسي لفترة وجيزة الأرقام للاستخدام الصوفي، وفي أوائل القرن العشرين تغازل النازيون بفكرة أنه يمكن استخدام الأرقام للرمزية الآرية.
الخبير الحاسم الحديث للأرقام السسترسية هو ديفيد كينج.

## هوامش
1. ↑  نسخة من الأصفار في أطروحة عن فن الخط (حوالي 1300 م) تُنسب عادةً إلى جون تيلبيري، مع القيم العددية المقابلة لباسينجستوك. ادعى كاتب سيرة باسينجستوك أنه تعلم نظامه من معلمه في أثينا. ومع ذلك، لا يوجد توازي معروف بين أنظمة الترقيم اليونانية. يبدو أن باسينجستوك قد التقط فكرة التدوين الأبجدي في اليونان وقام تطبيقها على نظام "ars notaria" الإنجليزية، مثل تلك الموجودة على اليمين، المنسوبة عمومًا إلى جون تيلبيري.[2]

## مواقع خارجية
- Cistercian number generator at dCode. Uses digit shapes similar to the astrolabe (vertical stave, triangular 5).
- L2/20-290 Background for Unicode consideration of Cistercian numerals